# Стибор, Ольдржих
Ольдржих Стибор (чеш. Oldřich Stibor; 16 марта 1901, Ржепиште, Моравия, Австро-Венгрия (ныне район Фридек-Мистек, Моравскосилезского края Чехии) — 10 января 1943, Бжег, Польша) — чехословацкий театральный деятель, режиссёр, редактор.
Видный режиссёр-авангардист.

## Биография
В 1921—1923 годах изучал право в Пражском университете. Редактировал «Моравско-Силезскую ежедневную газету». Увлекаясь театром, пытался создать театральную студию в г. Остраве. В 1931 году с небольшим коллективом актёров (включая Франтишека Филиповского) выступал в Интимном театре в Праге и вскоре был приглашён режиссёром в драматическую труппу театра в Оломоуце, где работал до 1940 года. В 1935 году приезжал в СССР. Свои впечатления о советском театре описал в книге «Путь к сцене в СССР».
Во время немецкой оккупации входил в состав нелегального районного коммунистического руководства Оломоуцкого края. Был арестован, приговорён к 8 годам лишения свободы за государственную измену и заключён в концлагерь. Осенью 1941 года был переведен в тюрьму в Бжеге, где и умер.
Утверждал активное воздействие театра на зрителя, его увлекал массовый, политический театр, часто обращался к опыту А. Я. Таирова, В. Э. Мейерхольда, прогрессивных режиссёров Запада.
Крупнейшим событием театральной жизни Чехословакии была его постановка «Оптимистической трагедии» Всеволода Вишневского в театре Оломоуца (1935).

## Избранные постановки
- «Квадратура круга» В. Катаева (1931),
- «Пани Ню» О. Дымова (1933),
- «Воскресение» по Л. Н. Толстому (1936), «Васса Железнова» (1937), «Ревизор» (1940) и др., ставил также оперы: «Евгений Онегин» (1936),
- «Русская леди Макбет» («Леди Макбет Мценского уезда») Д. Шостаковича (1937) и др.

## Память
- В честь О. Стибора назван Моравский театр Оломоуца.
- В 1970 году был установлен бюст О. Стибора в Пражской опере, другой бюст — в Моравском театре в Оломоуце.
- Его имя носят улицы в Оломоуце и Ржепиште.